# Denis Healey
Denis Healey, barone Healey (Mottingham, 30 agosto 1917 – Alfriston, 3 ottobre 2015), è stato un politico inglese.
Ricoprì il ruolo di Ministro della Difesa dal 1964 al 1970 e, successivamente, quello di Cancelliere dello Scacchiere dal 1974 al 1979. Nel 1992 divenne Pari del Regno Unito con il titolo di Barone Healey di Riddlesdene; da allora fu membro della Camera dei Lords. Fu due volte (1976, 1980) nel voto per la leadership del Partito Laburista.

## Biografia
Nato nel Kent da una famiglia della classe media (il padre era ingegnere), si laureò nel 1940 ad Oxford in Mods and Greats (un corso di laurea che comprende lo studio delle lingue classiche e della storia e della filosofia antica). Durante gli anni trascorsi all'università, si iscrisse al Partito Comunista inglese (1937), perché all'epoca "era l'unico che sosteneva la necessità di combattere Adolf Hitler".
Nel 1939 decise di non rinnovare l'iscrizione per protesta nei confronti del Patto Molotov-Ribbentrop. Durante la Seconda Guerra Mondiale combatté nel Genio guadagnandosi il grado di Maggiore; partecipò alle operazioni militari in Africa del Nord, in Sicilia e allo sbarco di Anzio. Sconfitto alle elezioni del 1945, in cui si era candidato per il Partito Laburista, divenne segretario del partito per le relazioni internazionali.
Nel febbraio 1952 entrò in Parlamento in seguito alla vittoria nell'elezione suppletiva del collegio di Leeds. All'interno del Partito Laburista, Healey si collocò su posizioni moderate e socialdemocratiche, a sostegno della leadership di Hugh Gaitskell. Dopo la morte di Gaitskell, nel 1963 supportò dapprima la candidatura di James Callaghan a nuovo leader laburista; tuttavia quando Callaghan fu estromesso dal ballattoggio tra i due candidati più votati, Healey si risolse ad appoggiare Harold Wilson, nella speranza che avrebbe saputo unificare il partito e vincere le seguenti elezioni.

## Ministro della Difesa (1964-1970)
Nel governo laburista di Harold Wilson, nato dopo la vittoria elettorale del 1964, Healey ricoprì l'incarico di Segretario alla Difesa. Durante i sei anni di carica, avviò un programma di riduzione della spesa militare, ritirando alcuni contingenti inglesi impegnati in Asia (soprattutto a Singapore in Malaysia) e nel Golfo Persico. Dopo la sconfitta laburista alle elezioni del 1970, divenne responsabile della Difesa per il Governo Ombra fino al 1972, quando passò al ruolo di Cancelliere dello Scacchiere.

## Cancelliere dello Scacchiere (1974-1979)
Nel marzo 1974, il ritorno al potere di Harold Wilson portò Healey alla guida dell'economia britannica. La crisi dell'economia inglese, caratterizzata da alta inflazione e forte recessione, insieme ai continui scioperi, rendeva particolarmente difficile occupare la carica di carica di Cancelliere. Healey agì aumentando le imposte dirette e creando nuove tasse su patrimoni e rendite. Questa prima fase della politica economica di Healey fu appoggiata da tutto il partito, permise di ridurre il debito della bilancia dei pagamenti ed incrementò il prodotto interno.
A seguito delle annunciate dimissioni da leader del Partito Laburista di Harold Wilson, nel marzo del 1976 Healey si candidò senza successo alla guida del partito. Nonostante gli scarsi consensi ottenuti in questa elezione, il nuovo primo ministro James Callaghan lo confermò nel delicato incarico di Cancelliere. Per diminuire l'inflazione, d'accordo con il primo ministro James Callaghan, richiese un prestito al Fondo Monetario Internazionale. L'FMI, d'altra parte, obbligò il governo inglese a ridurre la spesa pubblica e ad attuare misure deflative. Questa seconda fase della gestione Healey (1977-1979) provocò un'ondata di scioperi e protesti in tutti i settori produttivi del Regno Unito, culminati nell'inverno del 1978, noto anche come "L'inverno dello Scontento".

## All'opposizione (1979-1992)
Durante gli anni del governo conservatore Healey occupò il ruolo di responsabile degli Affari Esteri del Governo Ombra fino al 1987. Cercò di farsi eleggere leader del partito nel 1980 (in seguito al ritiro di Callaghan), ma fu sconfitto da Michael Foot, che lo volle comunque nominare come suo vice. Nel 1981Tony Benn sfidò apertamente Healey, sollecitando una nuova elezione per il vice leader del Partito Laburista. Healey riuscì a imporsi di stretta misura su Benn, ottenendo l'appoggio dei settori moderati del partito e della leadership sindacale. In quel periodo il partito laburista aveva deciso di svoltare a sinistra, privilegiando l'elettorato delle classi lavoratrici delle fabbriche. Gli esponenti più moderati, come Healey, vennero gradualmente allontanati dai ruoli di rilievo del partito.